# Edward R. O’Malley

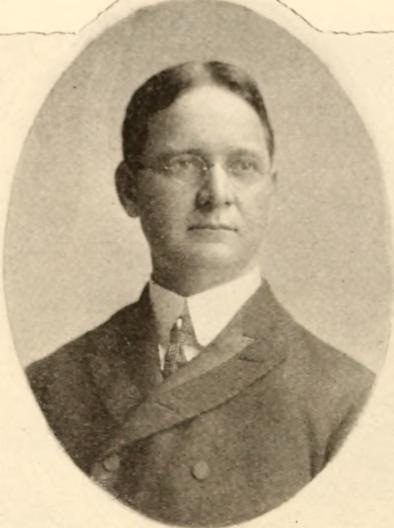
Edward R. O’Malley

Edward Richard O’Malley (* 13. März 1863 in Medina, New York; † 30. Mai 1935 in Buffalo, New York) war ein US-amerikanischer Jurist und Politiker.

## Werdegang
Edward Richard O’Malley, Sohn von Bridget Whalen und Michael O’Malley, wurde während des Bürgerkrieges im Orleans County geboren. Er wuchs auf der Familienfarm auf und besuchte die Union School in Medina. Danach unterrichtete er und arbeitete in einem Steinbruch, um die Ausbildung an der Cornell Law School zu finanzieren. 1891 graduierte er mit einem Bachelor of Laws. Er gehörte dort zu den Gründungsmitgliedern der Delta Chi Studentenverbindung.
Nach seinem Abschluss zog er nach Buffalo (New York), wo er ein Clerk in der Kanzlei von Sheehan, Tabor, Cunneen & Coatworth wurde. Seine Zulassung als Anwalt erhielt er 1892 und begann dann in Buffalo zu praktizieren. In der Folgezeit schloss er sich der Republikanischen Partei an.
O’Malley saß 1901 und 1902 für den 2. Bezirk (Erie County) in der New York State Assembly. Bei den Wahlen im Jahr 1908 wurde er zum Attorney General von New York gewählt. Er bekleidete dann den Posten von 1909 bis 1910. Bei seiner Wiederwahlkandidatur im Jahr 1910 erlitt er aber eine Niederlage gegenüber dem Demokraten Thomas Carmody. 1914 kandidierte er erfolglos bei den republikanischen Vorwahlen für den Posten als Attorney General von New York. Der Republikaner Egburt E. Woodbury ging damals als Sieger hervor und gewann auch später die Wahlen.
1914 wurde er zum Referee ernannt, um Ermittlungen betreffend den Egg Trust in New York City anzustellen. Er war von 1925 bis 1933 Richter am New York Supreme Court. 1935 verstarb er in Buffalo und wurde dann dort auf dem Pine Hill Cemetery beigesetzt.